# Eunice Silva
Pour les articles homonymes, voir Silva.
Eunice Silva, née le 6 avril 1956 à Santiago (Cap-Vert), est une ingénieure civile et femme politique cap-verdienne. Elle est ministre des Infrastructures, de l'Aménagement du territoire et du Logement depuis 2016 dans le gouvernement Ulisses Correia e Silva.

## Carrière
Eunice Silva est née à Santiago, au Cap-Vert le 6 avril 1956 et est la deuxième aînée de neuf frères et sœurs. Elle a fréquenté l'Institut technique et industriel de Rostov, en Russie, où elle a obtenu son baccalauréat universitaire en génie civil en 1980. De retour au Cap-Vert en 1981, Silva a rejoint l'entreprise de construction de l'État et est également devenue membre de l'Organisation des femmes Cap-Verdiennes (Organização das mulheres do Cabo Verde, OMCV), une association qui lutte pour les droits des femmes au Cap-Vert. Elle a étudié l'économie à l'Université de La Havane, Cuba en 1995 et a obtenu sa maîtrise en administration des affaires dans la Central Connecticut State University en 2001.
À son retour au Cap-Vert, Silva rejoint le ministère de l'Infrastructure, de la Planification et du Logement, après avoir démissionné de son statut de membre d'OCVW en 2000. Elle a été directrice du bureau d'études et de planification du ministère de 1995 à 1997 puis directrice générale des travaux publics de 1997 à 1999 et a siégé à la commission des permis de travaux publics et privés. Silva est ensuite entrée dans le secteur privé et est devenue en 2002 secrétaire générale de l'association des entrepreneurs du pays jusqu'en 2010,.
Silva a été élue à l'Assemblée nationale en 2011. La même année elle occupe le poste de vice-présidente de la Commission spécialisée sur la planification économique, environnementale et spatiale et endosse le rôle de présidente du Réseau parlementaire du Cap-Vert pour l'environnement, la lutte contre la désertification et la pauvreté. Silva a organisé un vote national en 2013 pour déterminer les sept plus grandes merveilles du Cap-Vert et a ensuite produit le catalogue des merveilles du Cap-Vert,. Elle a aussi été chargée de la réponse à l'éruption du Fogo en 2014-2015, y compris la fourniture de logements, d'argent et d'emploi aux personnes touchées. Silva a également présidé l'enquête parlementaire sur la perte du ferry Vicente le 8 janvier 2015 qui a causé la mort de 18 personnes.
En juin 2016, Silva a été nommée ministre des Infrastructures, de l’Aménagement du territoire et du Logement dans le cabinet du Mouvement pour la démocratie d'Ulisses Correia e Silva.
Silva est également vice-présidente de l'Alliance des parlementaires et des élus locaux pour la protection de l'environnement dans les pays de la côte ouest-africaine (APPEL), un groupement d'élus des membres de la Commission sous-régionale des pêches (Cap-Vert, Gambie, Guinée, Guinée-Bissau, Mauritanie, Sénégal, Sierra Leone),.
Silva a écrit de nombreux articles sur les problèmes sociaux et urbains dans les journaux Cap-Verdiens. Elle est mariée, a deux enfants et trois petits-enfants.